# Chuyện kể năm 2000
Chuyện kể năm 2000 là tiểu thuyết của nhà văn Bùi Ngọc Tấn, xuất bản năm 2000. Cuốn sách này đã gây một tiếng vang và sự chú ý rộng rãi vì mới xuất bản vào năm 2000 đã bị thu hồi và tiêu hủy. Năm 2001, cuốn sách được đưa lên mạng Internet, thu hút được sự chú ý quốc tế.

## Tiểu thuyết/Tự truyện
Có tư liệu cho rằng đây là một cuốn tiểu thuyết/ tự truyện và nhân vật chính "Bùi Ngọc Tấn bị tù năm năm, mang số CR880, như Hắn, Nguyễn Văn Tuấn, nhân vật chính trong Chuyện kể năm 2000" và "Ngoài ra, trong Chuyện Kể Năm 2000, tác giả nói đến hơn ngàn trang pelure bản thảo chữ nhỏ li ti, bị bắt làm "tang vật cho vụ án", gồm những tác phẩm: Hải đăng, tiểu thuyết; Hoa cau, truyện dài; Làn sóng thứ nhất, tiểu thuyết; Những người đang sống, kịch bản phim; Những chuyện trên một vùng cửa biển, truyện ngắn; Đầu cầu, trường ca... ".
Theo lời đề của tác giả ở cuối tác phẩm thì ông bắt đầu viết bộ tiểu thuyết này từ tháng 6 năm 1990 đến 30 tháng 11 năm 1991 thì hoàn tất. Bản thảo được xem lại lần cuối vào tháng 8 năm 1998. Theo những người thân cận tác giả, tác phẩm được viết lại nhiều lần trong vòng 9 năm, "điều đó giải thích phần nào khía cạnh nung nấu, chín mùi về mặt cấu trúc hình thức cũng như nội dung văn bản".
Nhà văn Thụy Khê viết, "Chuyện Kể Năm 2000 mở cửa Goulag Việt Nam. Một Goulag thâm u, tiền sử, nhuần nhuyễn bản chất Đông phương, không sôi nổi bạo tàn, không máu mê tra tấn như Goulag phương Tây."

## Sự kiện sách bị thu hồi
Cuốn "Chuyện kể năm 2000" được nhà xuất bản Thanh Niên ấn hành, chia làm hai tập, vào tháng 2 năm 2000 thì ngày 16 tháng 3 bộ Văn hóa-Thông tin ký quyết định số 395 đình chỉ, thu hồi và tiêu hủy cuốn này. Cũng theo quyết định này, Ban Bí thư Trung ương Đoàn Thanh Niên Cộng sản Hồ Chí Minh, cơ quan chủ quản Nhà Xuất Bản Thanh Niên có hình thức kỷ luật nghiêm khắc Ban Giám Đốc Nhà Xuất Bản Thanh Niên và những người có liên quan trong việc xuất bản và phát hành. Theo nhà văn Nguyên Ngọc, người làm biên tập ở nhà xuất bản Thanh Niên, Bùi Văn Ngợi, đã dám đánh đổi cả sự nghiệp của mình "để trang trọng đưa nó ra đời, cho nhân dân, cho đất nước, cho con người".

## Bản dịch tiếng nước ngoài
Tác phẩm từng được dịch sang tiếng Anh, tiếng Đức, tiếng Pháp. Bản tiếng Anh có tên A Tale for 2000, Đào Phụ Hồ dịch. Bản tiếng Pháp có tên Conte pour les siècles à venir (Chuyện kể cho những thế kỷ mai sau), Tây Hà dịch, nhà xuất bản L'Aube ấn hành năm 2013.

## Phê bình
- Nhà văn Nguyên Ngọc[3]:

| “ | "Chuyện kể năm 2000 có số phận của những tác phẩm lớn, nó thuộc những cuốn sách như một danh ngôn đã nói: "Các bản thảo là thứ không cháy". Long đong, mà không, không thể chết." | ” |